# Якби мені, мамо, намисто…
«Якби мені, мамо, намисто…» — вірш Тараса Шевченка, написаний ним 1848 року на Косаралі.

## Написання
Збереглося два чистові автографи вірша: у «Малій книжці»; у «Більшій книжці». Автографи не датовано.
Вірш датується за місцем автографа в «Малій книжці» серед творів 1848 року та часом зимівлі Аральської описової експедиції в 1848—1849 роках на Косаралі, орієнтовно: кінець вересня — грудень 1848-го, Косарал.
Найраніший відомий текст — чистовий автограф у «Малій книжці», до якої Шевченко переписав вірш під № 52 у дев'ятому зшитку за 1848 рік, орієнтовно наприкінці 1849-го чи на початку 1850 року (до арешту 23 квітня), з невідомого первісного автографа. У 1858 році, не раніше 18 березня і не пізніше 22 листопада, Шевченко переніс з «Малої книжки» до «Більшої книжки» твір із значними виправленнями. Переписавши спочатку без змін рядки 4 та 6, Шевченко відразу їх виправив. У рядку 5 він закреслив описку.
Найімовірніше, з «Малої книжки» вірш було переписано до рукописного списку невідомої особи з окремими виправленнями Шевченка кінця 1850-х років, що належав Л. М. Жемчужникову і не зберігся. Деякі відміни цього списку подав О. Я. Кониський. У поезії «Якби мені, мамо, намисто…» він зафіксував два варіанти: рядок 6 збігається з текстом «Малої книжки», рядок 10 («Зароблю там на кісники») розходиться з обома Шевченковими автографами.

## Публікації
Вірш вперше надруковано в журналі «Основа» (1861, № 7, стор. 2) за «Більшою книжкою», рядки 4 і 6 — за нижнім шаром. У публікації припущено неточність в рядках 9 та 10 («пійду» замість «піду»).
Вперше вірш введено до збірки творів у виданні: «Кобзарь Тараса Шевченка / Коштом Д. Е. Кожанчикова» (СПб., 1867, стор. 485), де вірш подано за «Більшою книжкою», і того ж року у виданні: «Поезії Тараса Шевченка» (Львів, 1867, том 1, стор. 226—227), де твір передруковано з «Основи».
Відомі списки вірша походять від першодруку в «Основі» (1861, № 7, стор. 2): у збірці «Сочинения Т. Г. Шевченка» 1862 року, в рукописних «Кобзарях» — 1865-го, переписаному Д. Демченком, 1863—1867 років, 1866-го, другої половини XIX століття тощо.

## Сюжет
Вірш генетично пов'язаний з групою народних пісень, побудованих у формі монологу дівчини, що нарікає на свою долю. Деякі спільні мотиви він має з піснею «Як я була молода…».

## Музика
Вірш на музику поклали М. Лисенко, В. Заремба, Я. Ярославенко.